# 6 Pułk Ułanów (Cesarstwo Niemieckie)
6 pułk ułanów (Turyngski)  (niem. Thüringisches Ulanen-Regiment Nr. 6)  – pułk kawalerii niemieckiej okresu Cesarstwa Niemieckiego.
Pułk został sformowany 18 grudnia 1813. Stacjonował w Hanau . Wchodził w skład XVIII Korpusu Armijnego .

 Wiosną 1914 był w strukturze 21 Brygady Kawalerii z 21 Dywizji Piechoty.

## Bibliografia

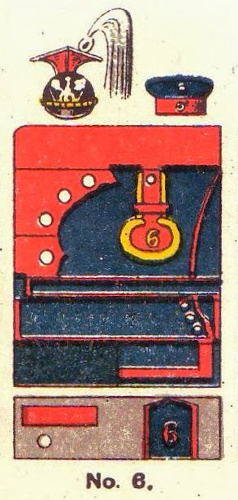
Oznaki pułku